# Сардинопсы
Сардинопсы (лат. Sardinops) — род рыб из семейства сельдевых (Clupeidae). Вместе с ещё двумя родами того же семейства (пильчарда (Sardina) и сардинелла (Sardinella)) имеет общее промысловое название Сардина.

## Описание
Морские рыбы длиной тела, обычно, до 30 см. Рот конечный без выдающейся вперёд нижней челюсти. Брюхо немного закруглённое. Икра пелагическая, имеет большое околожелтковое пространство.

## Классификация
В составе рода выделяют 5 видов:
- Дальневосточная сардина (Sardinops melanostictus) (Temminck and Schlegel, 1846)
- Австралийская сардина (Sardinops neopilchardus) (Steindachner, 1879)
- Южноафриканская сардина (Sardinops ocellatus) (Pappe, 1853)
- Перуанская сардина (Sardinops sagax) (Jenyns, 1842)
- Калифорнийская сардина (Sardinops caeruleus) (Girard, 1854)

Некоторые авторы считают данный род монотипическим с единственным представителем Sardinops sagax, в составе которого выделяют 4—5 подвидов.